# Orquestra do Theatro São Pedro

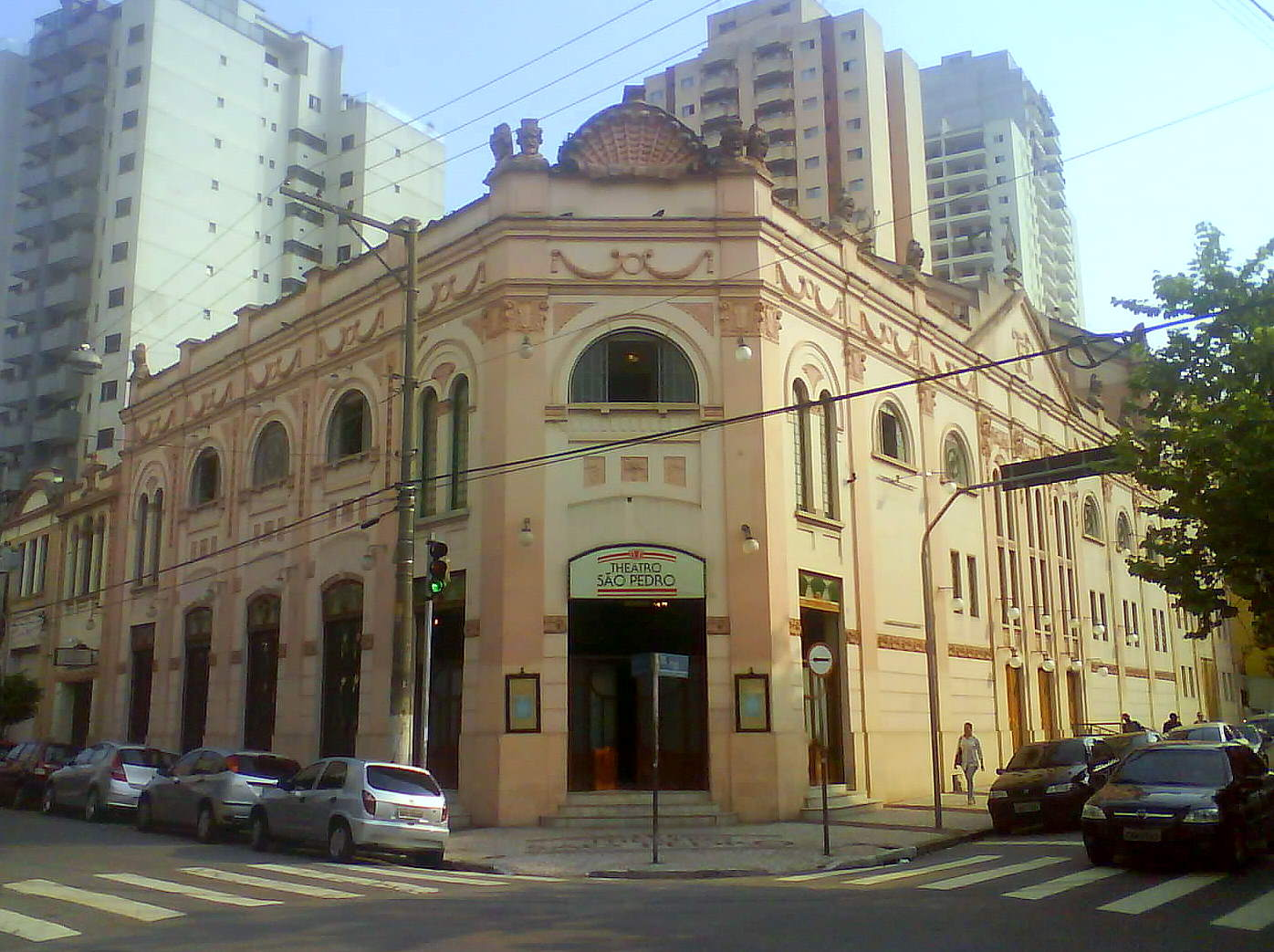
Theatro São Pedro, sede oficial da Orthesp.

A Orquestra do Theatro São Pedro, também conhecida como Orthesp, é a orquestra sinfônica existente da cidade de São Paulo e um dos corpos artísticos do Theatro São Pedro. Atua na programação de óperas e concertos do Theatro São Pedro, muitas vezes apresentando-se juntamente com o Coral Lírico Paulista. É uma orquestra de referência em ópera e musica lírica, sendo uma das únicas orquestras brasileiras especializadas em repertório operístico.

## História
A Orquestra do Theatro São Pedro foi criada para ser o corpo musical exclusivo do teatro e referência em ópera e música lírica em São Paulo. Estreou em junho de 2010 com a apresentação de um concerto em homenagem ao compositor Carlos Gomes. Teve como fundadores a Secretaria da Cultura do Estado de São Paulo, a Associação Paulista dos Amigos da Arte (APAA) e dos maestros Roberto Duarte, como diretor artístico, e Emiliano Patarra, como regente titular.
Em 2010 a Orthesp apresentou as óperas Rigoletto, Don Pasquale, Norma e A Viúva Alegre. Em 2011 esteve em seu repertório as óperas Carmen, Roméo et Juliette e Il Guarany, além dos reprises de Don Pasquale e A Viúva Alegre. No final de 2011 a orquestra passou a ser gerida pelo Instituto Pensarte.
Em março de 2012, Roberto Duarte deixou a direção do grupo. O maestro Júlio Medaglia foi diretor artístico da orquestra entre os meses de março e agosto. Neste ano foram apresentadas as óperas L'elisir d'amore de Donizetti, Il barbiere di Siviglia de Giovanni Paisiello e Werther de Jules Massenet. Em outubro o maestro Carlos Morejano tornou-se regente adjunto da orquestra.
No início de 2013 o regente titular da orquestra, maestro Emiliano Patarra, foi nomeado também diretor artístico do Theatro São Pedro. A temporada para 2013 de óperas foi anunciada com os seguintes títulos: La Cenerentola de Rossini, The Turn of the Screw de Benjamin Britten, O Menino e a Liberdade de Roberto Miranda (ópera encomendada, estréia mundial) e Falstaff de Verdi.
Desde julho de 2014 o atual regente titular da Orthesp é o maestro Luiz Fernando Malheiro, que ocupa também o cargo de diretor artístico do Theatro São Pedro.

## Composição
A orquestra é composta por 18 violinos, 6 violas, 5 violoncelos, 3 contrabaixos, 3 flautas, 2 oboés, 3 clarinetas, 3 fagotes, 4 trompas, 2 trompetes, 3 trombones, tuba, dois percussionistas, uma harpa e um pianista.

## Prêmios
Prêmio Carlos Gomes 2011 - Como melhor orquestra do ano.